# Radek Šlouf
Radek Šlouf [ˈradɛk ˈʃlouf] (* 30. Oktober 1994 in Pilsen) ist ein tschechischer Kanute.

## Karriere
Radek Šlouf, der Mitglied im TJ Dukla Praha ist, gewann in Račice u Štětí bei den Weltmeisterschaften 2017 seine erste internationale Medaille, als er im Vierer-Kajak über 500 Meter den dritten Platz belegte. In derselben Disziplin wurde er auch 2021 in Kopenhagen Weltmeisterschafts-Dritter. Bei den ebenfalls 2021 ausgetragenen Olympischen Spielen in Tokio trat Šlouf mit Josef Dostál im Zweier-Kajak über 1000 Meter an. Nach einem zweiten Platz im Vorlauf und einem vierten Platz im Halbfinale erreichten die beiden den Endlauf, in dem sie nach 3:16,106 Minuten als Dritte die Ziellinie überquerten. Damit erhielten sie hinter den siegreichen Australiern Jean van der Westhuyzen und Thomas Green sowie den zweitplatzierten Deutschen Max Hoff und Jacob Schopf die Bronzemedaille.